# Tegastes riedli
Tegastes riedli is een eenoogkreeftjessoort uit de familie van de Tegastidae. De wetenschappelijke naam van de soort is voor het eerst geldig gepubliceerd in 1959 door Pesta.